# Microweisea ferox
Microweisea ferox – gatunek chrząszcza z rodziny biedronkowatych i podrodziny Microweiseinae. Występuje endemicznie na środkowym zachodzie Stanów Zjednoczonych.

## Taksonomia
Gatunek ten opisany został po raz pierwszy w 1985 roku przez Roberta Gordona na łamach „Journal of the New York Entomological Society” pod nazwą Gnathoweisea ferox. Jako miejsce typowe wskazano okolice Frenchman w stanie Nevada. Epitet gatunkowy oznacza po łacinie „groźna” i nawiązuje do kształtu głowy owada. W 2012 roku rodzaj Gnathoweisea zsynonimizowany został z Microweisea przez Hermesa Escalonę i Adama Ślipińskiego.

## Morfologia
Chrząszcz o podługowato-owalnym, wyraźnie wysklepionym ciele długości około 1 mm i szerokości około 0,7 mm. Wierzch ciała porośnięty jest rozproszonymi, krótkimi włoskami. Głowa jest czarna, matowa, mocno skórzasta, niemal niepunktowana, bardzo silnie wydłużona, przed nasadami czułków ryjkowato wyciągnięta. Czułki zbudowane są z dziesięciu członów, z których trzy ostatnie formują buławkę. Ostatni człon głaszczków szczękowych jest wąsko-stożkowaty. Warga dolna ma zredukowany do żeberka podbródek, długą i wąską bródkę, szerszy od niej przedbródek, szeroko zaokrąglony języczek oraz wąsko odseparowane głaszczki wargowe. Przedplecze jest poprzeczne, czarne, matowe, skórzaste, pokryte mikrosiateczkowaniem o bardzo małych oczkach oraz bardzo drobnymi, niewyraźnymi punktami oddalonymi na odległości równe od jednej do czterech średnic. Kąty przednio-boczne przedplecza mają ukośne linie. Kształt tarczki jest trójkątny. Pokrywy są błyszczące, ciemnobrązowe z żółtawobrązowymi podgięciami, gęsto pokryte grubymi punktami oddalonymi na odległości nie większe od ich średnicy. Skrzydła tylnej pary są normalnie wykształcone. Odnóża są smoliste, zakończone trójczłonowymi stopami o niezmodyfikowanych pazurkach. Spód ciała jest ciemnobrązowy. Przedpiersie wypuszcza ku przodowi zasłaniający narządy gębowe płat. Przednia krawędź śródpiersia jest płaska. Boki zapiersia i spód odwłoka są skórzaste. Odwłok ma sześć widocznych na spodzie sternitów (wentrytów). Samica ma spermatekę w kształcie bulwy z wydłużonym szczytem oraz zaopatrzoną w długie, rurkowate infundibulum torebkę kopulacyjną.

## Rozprzestrzenienie
Owad nearktyczny, endemiczny dla Nevady na zachodzie Stanów Zjednoczonych, znany tylko z miejsca typowego w hrabstwie Churchill.